# Manufacture Zuber et Cie

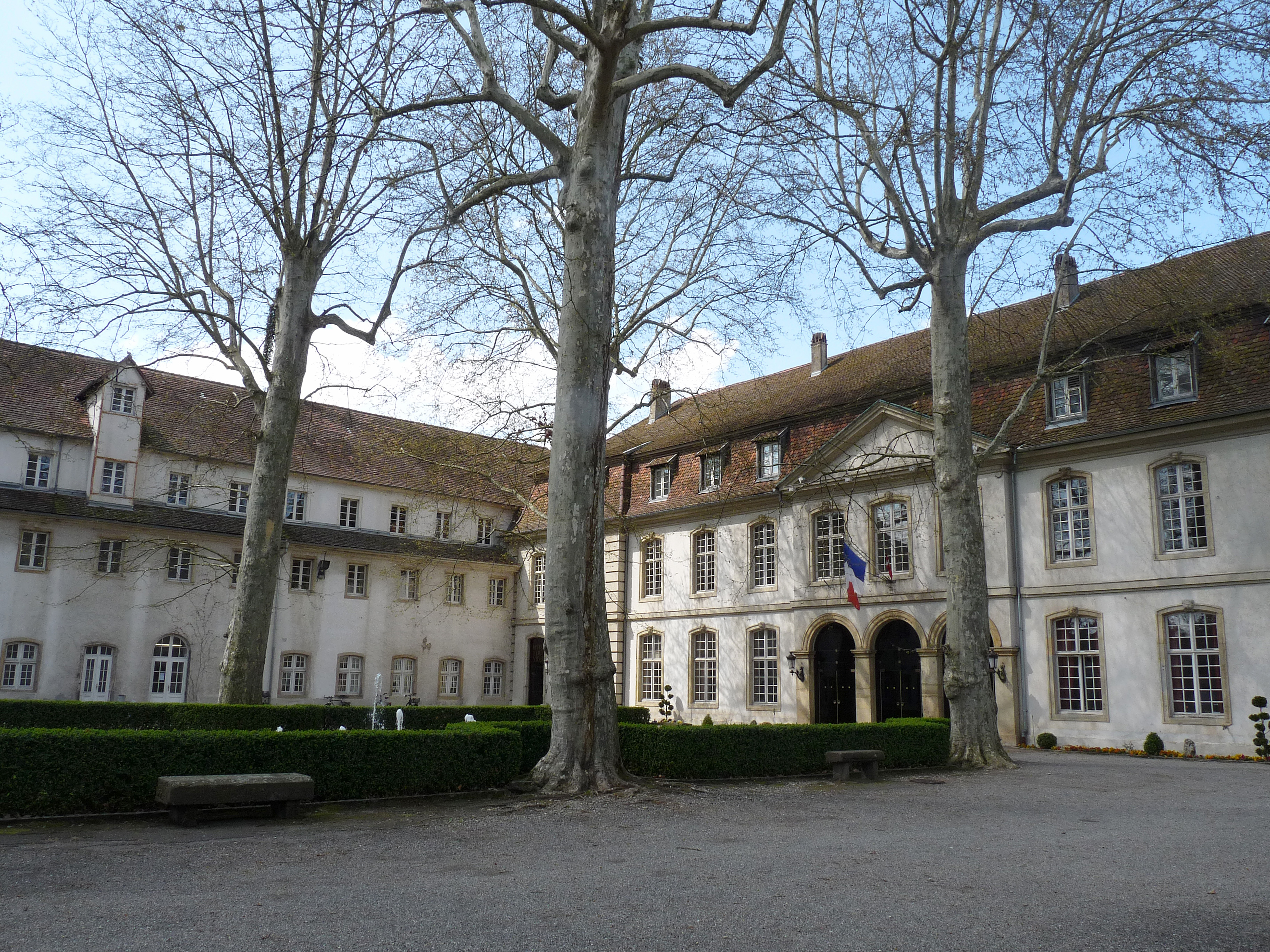
Commanderie in Rixheim

De Manufacture Zuber et Cie, tegenwoordig kortweg Zuber, is een Franse fabrikant van behangpapier gevestigd in Rixheim bij Mulhouse. De firma is bekend vanwege haar luxueuze behangpapier in blokdruk.

## Geschiedenis

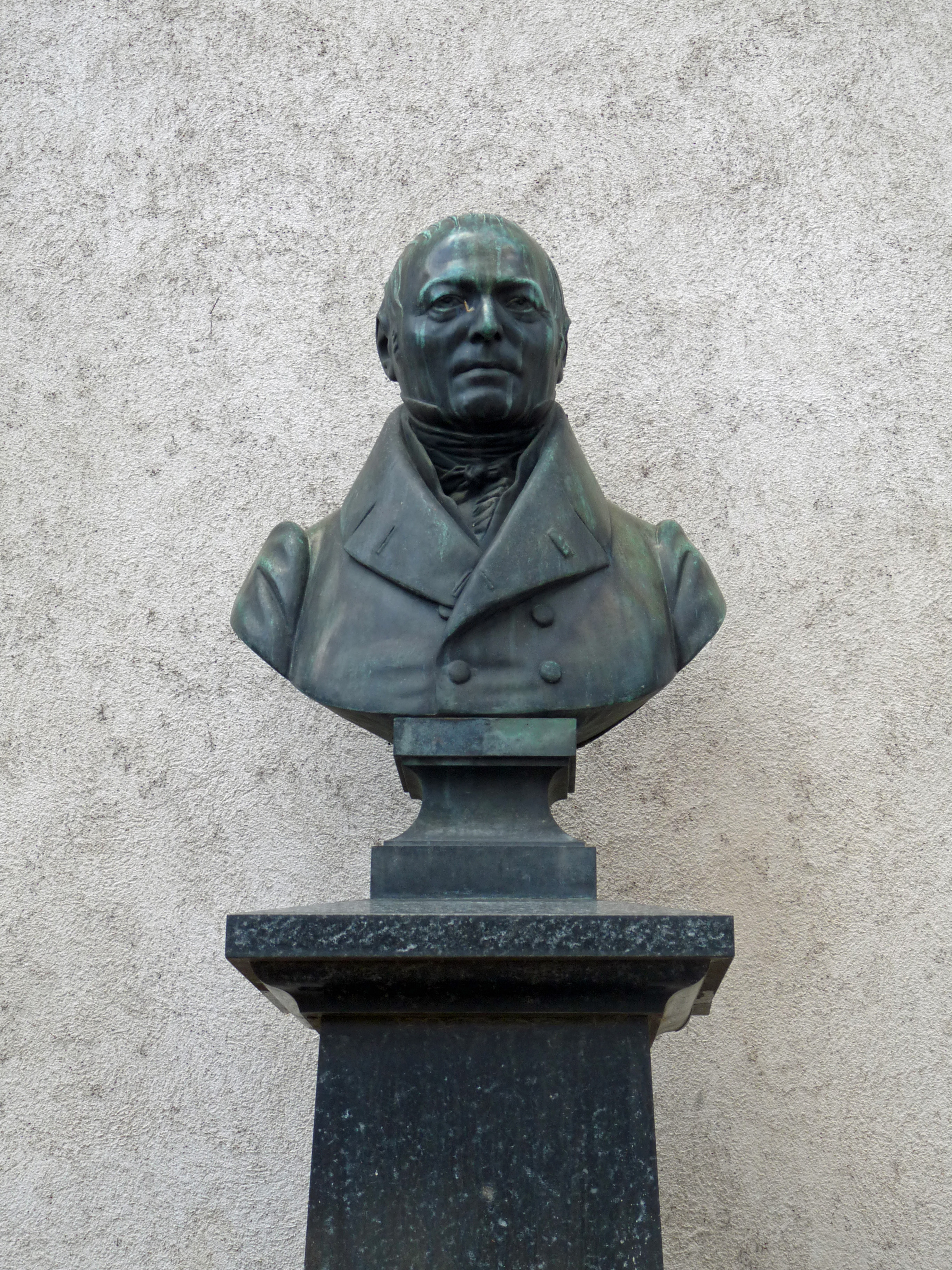
Borstbeeld van Jean Zuber in Rixheim

De firma werd gesticht in 1790 in Mulhouse. Zeven jaar later verhuisde ze naar Rixheim waar ze haar intrek nam in de oude commanderij van de Duitse Orde, die na de Franse Revolutie staatseigendom was geworden. Jean Zuber (1773–1852) begon als handelsvertegenwoordiger voor de firma en tegen 1802 was hij de enige eigenaar geworden. Hij noemde de firma toen Manufacture Zuber et Cie. De firma begon met het produceren van panoramische ontwerpen waarvoor kunstenaars werden aangetrokken. Pierre-Antoine Mongin (1761–1827) ontwierp onder andere Les Vues de Suisse (1804) en L’Hindoustan (1807), Jean-Julien Deltil (1791–1863) Vues du Brésil (1829), Les Vues d’Amérique du Nord (1834) en Courses de chevaux (1837). In de jaren 1840-50 waren exotische flora en fauna thema's met onder andere Eldorado (1849). Tussen 1804 en 1860 werden 25 panoramische ontwerpen gemaakt. De populariteit van dit soort luxueuze behangpapier nam af tijdens het Tweede Keizerrijk en de firma schakelde over op andere ontwerpen. Maar ook na die periode werden de oude panorama's geproduceerd. In 1961 liet Jacqueline Kennedy een panoramisch behang van Zuber aanbrengen in de Diplomatic Reception Room in het Witte Huis.

## Collectie
De achtergrond op het behangpapier (luchten) werden met de hand geschilderd waarna de panoramische landschappen via blokdruk werden aangebracht. De manufactuur heeft een exemplaar van elk van zijn creaties sinds 1790 bewaard, in totaal ongeveer 130.000 documenten alsook de originele drukblokken die door de Franse overheid erkend zijn als historisch monument.
Het Musée du papier peint werd geopend in 1983 in de rechtervleugel van de voormalige commanderij.

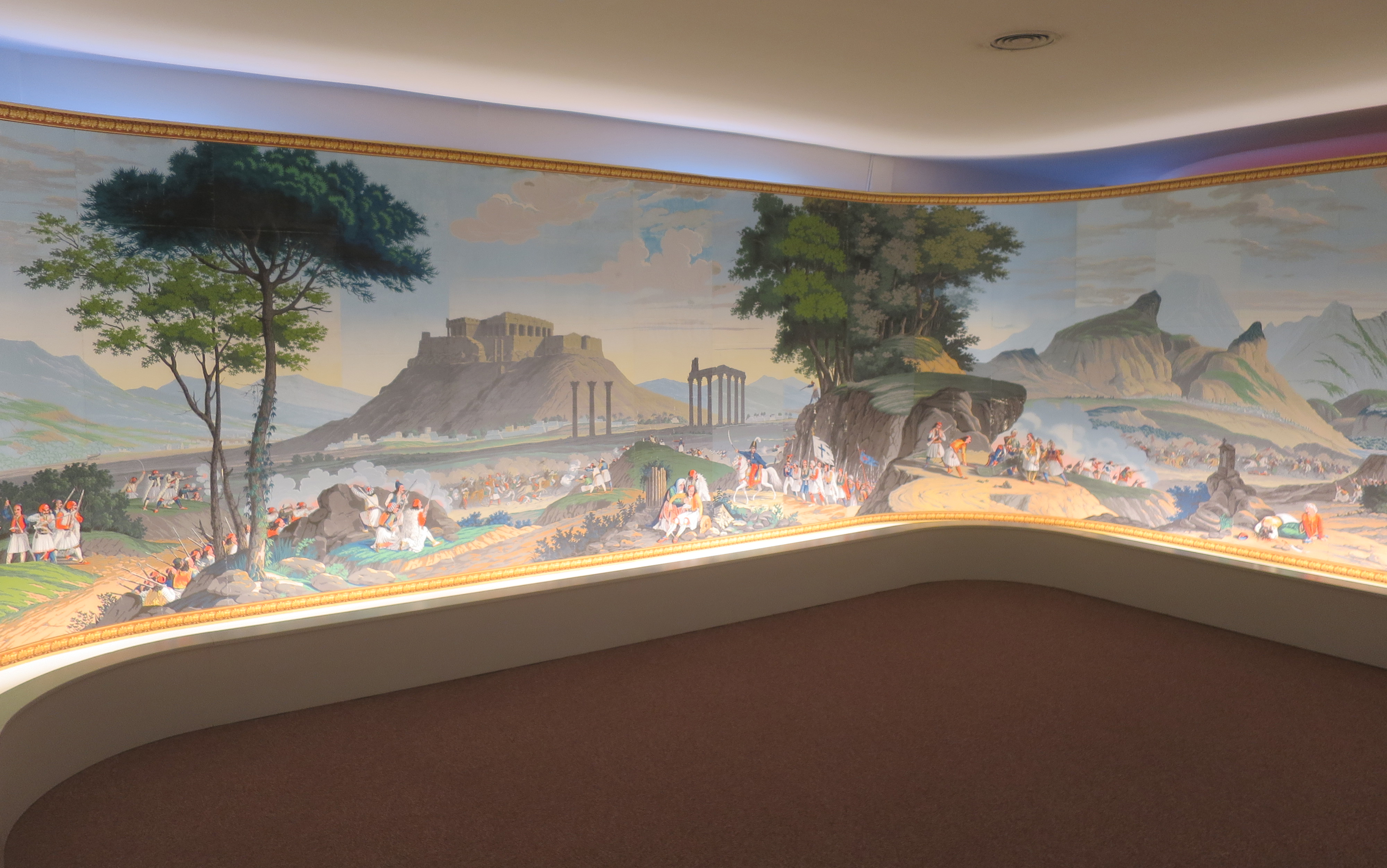
Le combat des Grecs (Musée du papier peint)
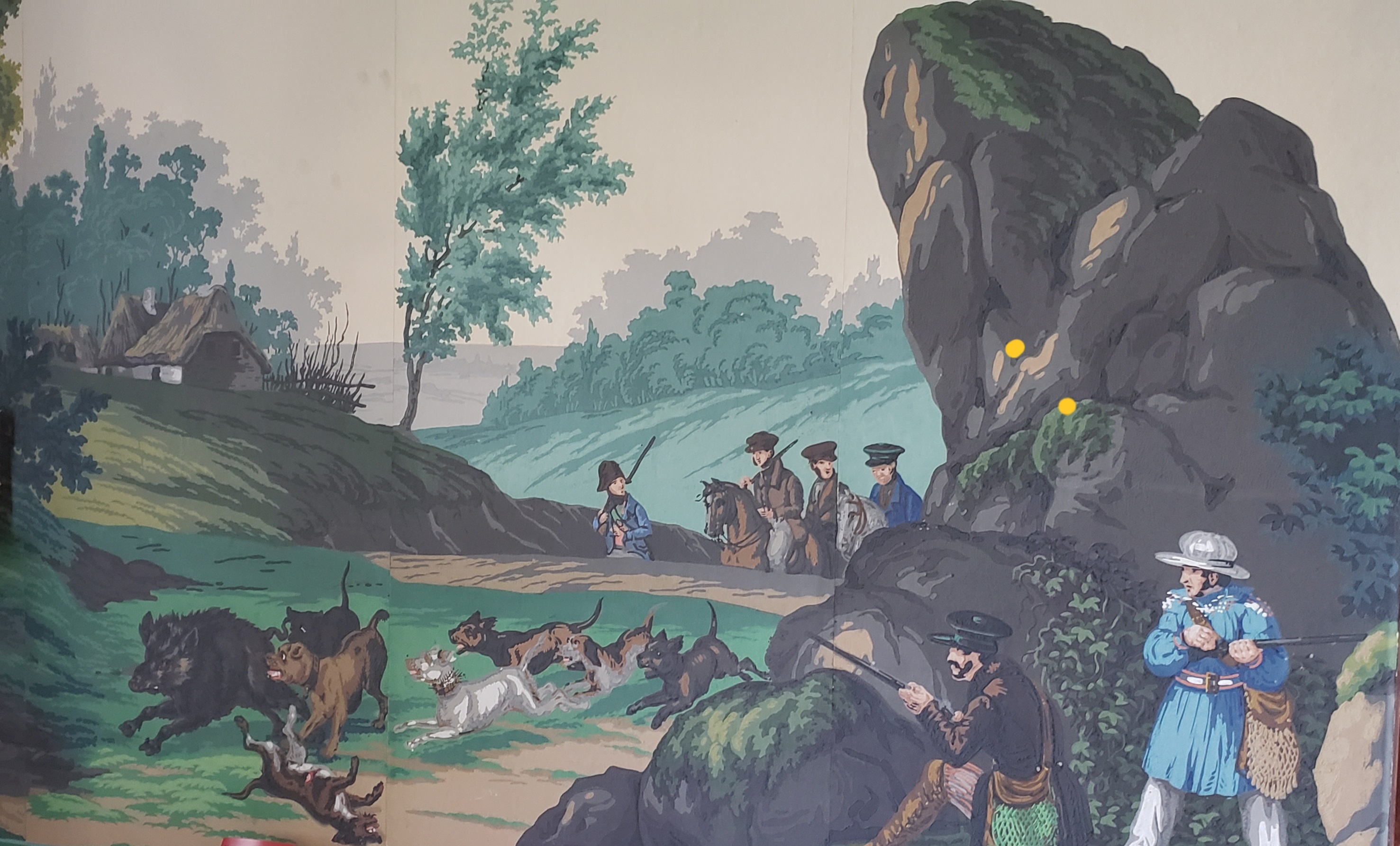
Le Paysage à chasses
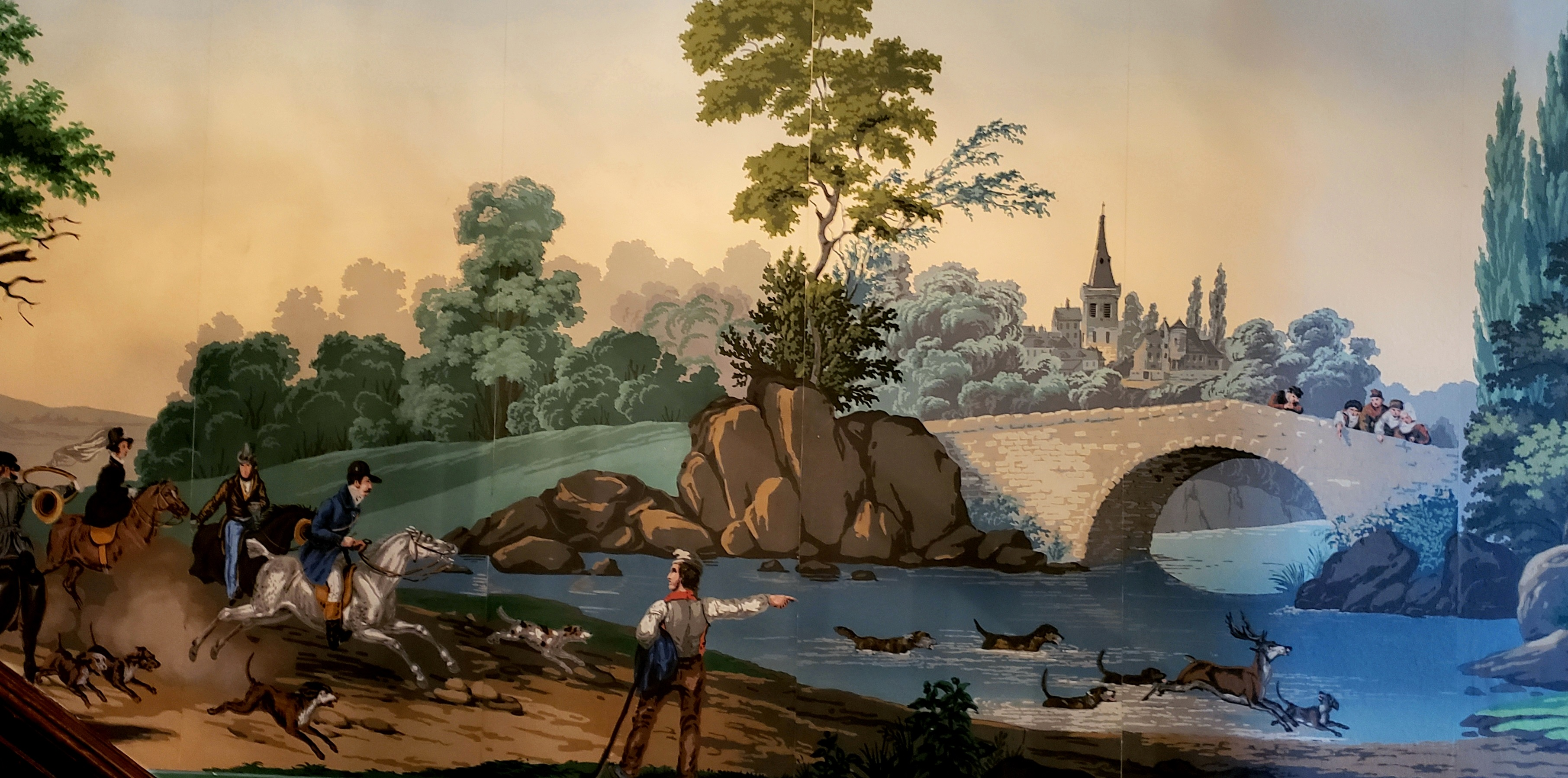
Le Paysage à chasses
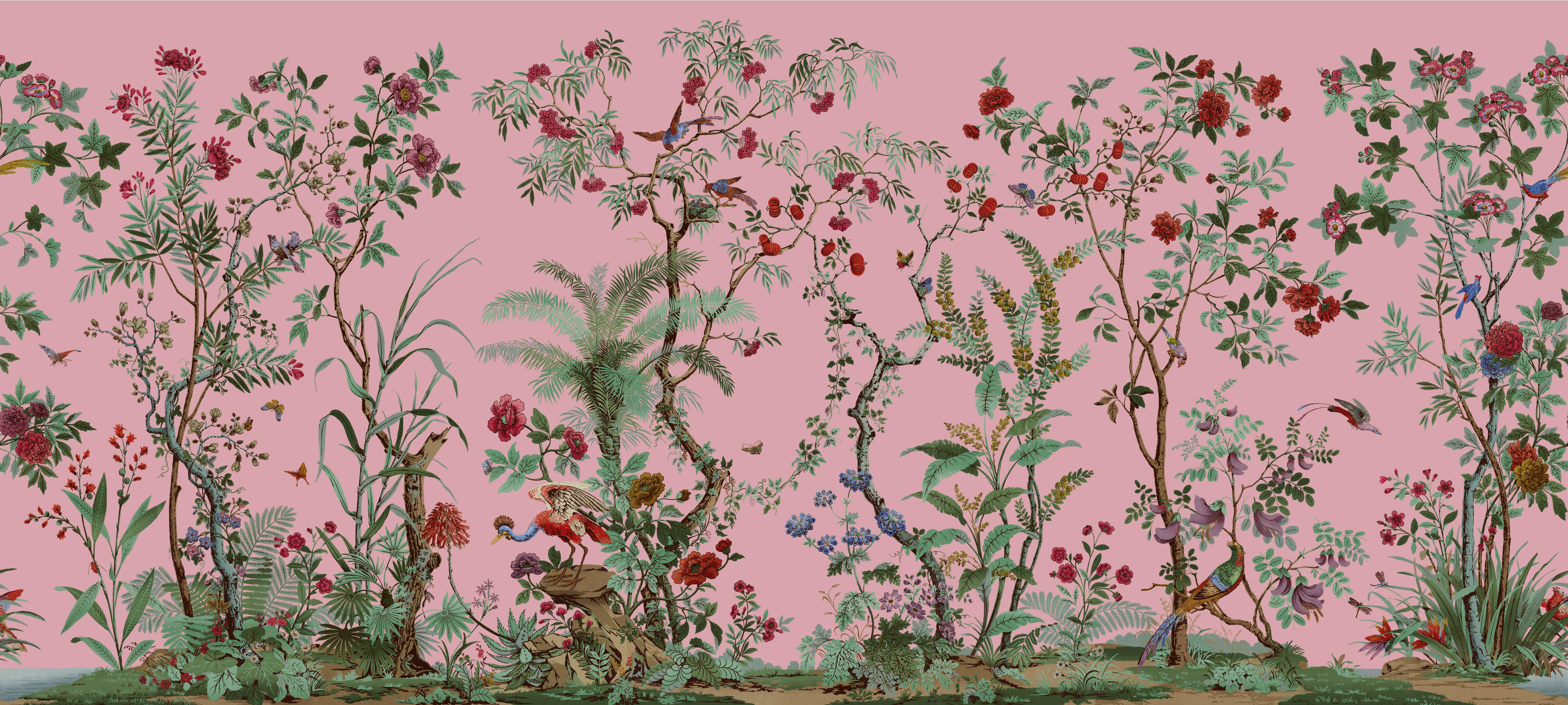
Décor chinois (1832)
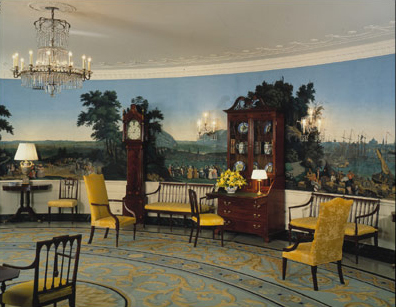
Diplomatic Reception Room (Witte Huis (Washington))